# NGC 510
NGC 510 — двойная звезда в созвездии Рыбы.
Объект NGC 510 открыт шведским астрономом Германом Шульцем 11 ноября 1867 года Объект изначально был описан как «туманный» (то есть, как галактика), но в то время сложно было его изучить более детально. По этой причине NGC 510 попал в каталог галактик. Со временем оказалось, что это двойная звезда
Описывается Дрейером как «очень слабый и очень маленький объект, немного расширенный».
Этот объект входит в число перечисленных в оригинальной редакции «Нового общего каталога». В «Пересмотренном Новом общем каталоге» NGC 510 ошибочно обозначен как PGC 5102.